# 瓦爾帕萊索 (內布拉斯加州)
瓦爾帕萊索（英語：Valparaiso）是位於美國內布拉斯加州桑德斯縣的村。

## 人口
根據2020年美國人口普查的數據，瓦爾帕萊索的面積為1.46平方千米，皆為陸地。當地共有人口595人，而人口密度為每平方千米408人。